# Stadio Euganeo
Het Stadio Euganeo is een voetbalstadion in Padua, dat plaats biedt aan 32.420 toeschouwers. De bespeler van het stadion is Padova. Dit stadion werd gebouwd ter vervanging van het Stadio Silvio Appiani.
Sinds de opening in 1994 speelt Padova hier haar wedstrijden. Er zijn wel strikte regels voor; tijdens wedstrijden van Padova mogen maar 18.060 plaatsen gebruikt worden. In het seizoen 2005/06 werd het stadion ook gebruikt door Treviso FBC, omdat hun eigen stadion, Stadio Omobono Tenni, niet goedgekeurd werd. Hetzelfde gold voor Cittadella in de seizoenen 2000/01 en 2001/02. 
Giuseppe Meazza (AC Milan/Inter Milan) ·
Olimpico (AS Roma/SS Lazio) ·
Atleti Azzuri (Atalanta Bergamo) ·
Renato Dall'Ara (Bologna) ·
Giovanni Zini (Cremonese) ·
Carlo Castellani (Empoli) ·
Artemio Franchi (Fiorentina) ·
Marcantonio Bentegodi (Hellas Verona) ·
Allianz Stadium (Juventus) ·
Via del Mare (Lecce) ·
Brianteo (Monza) ·
Diego Armando Maradona (Napoli) ·
Arechi (Salernitana) ·
Luigi Ferraris (Sampdoria) ·
Città del Tricolore (Sassuolo) ·
Alberto Picco (Spezia) ·
Olimpico di Torino (Torino) ·
Friuli (Udinese)
Cino e Lillo Del Duca (Ascoli) ·
San Nicola (Bari) ·
Ciro Vigorito (Benevento) ·
Mario Rigamonti (Brescia) ·
Unipol Domus (Cagliari) ·
Pier Cesare Tombolato (Cittadella) ·
Giuseppe Sinigaglia (Como) ·
San Vito-Gigi Marulla (Cosenza) ·
Benito Stirpe (Frosinone) ·
Luigi Ferraris (Genoa) ·
Alberto Braglia (Modena) ·
Renzo Barbera (Palermo) ·
Ennio Tardini (Parma) ·
Renato Curi (Perugia) ·
Garibaldi-Romeo Anconetani (Pisa) ·
Oreste Granillo (Reggina) · 
Paolo Mazza (SPAL) ·
Druso (Südtirol) ·
Libero Liberati (Ternana) ·
Pierluigi Penzo (Venezia)